# Болов плавац
Болов плавац (лат. Lepidochrysops balli, енгл. Ball's blue) је врста инсекта из реда лептира (Lepidoptera) и породице плаваца (Lycaenidae).

## Опис
Распон крила мужјака Боловог плавца је 32–34 mm, а женке 34–36 mm. Лети од новембра до фебруара. Гусенице се хране унутрашњошћу цвета док је у облику пупољка биљке домаћина Selago divaricata.

## Распрострањење
Ареал врсте је ограничен на једну државу. Јужноафричка Република је једино познато природно станиште врсте.

## Угроженост
Ова врста се сматра рањивом у погледу угрожености врсте од изумирања.